# Florence Gwendolen Rees
Florence Gwendolen Rees, (' Gwendolen o Gwen ) FRS  (3 de julio de 1906 – 4 de octubre de 1994) fue una zoóloga y parasitóloga galesa. Fue la primera mujer galesa en convertirse en miembro de la Royal Society.  Cuando tenía 80 años, había publicado 68 artículos. 

## Edad temprana  y educación
Rees nació en la ciudad galesa de Abercynon en 1906 y asistió a la Escuela Intermedia para Niñas en Aberdare (1918–24).   Asistió al University College de Cardiff (ahora conocida como Universidad de Cardiff ) con tres becas. Durante su estancia allí, estudió química, biología y zoología, obteniendo honores en zoología.  Luego, Rees completó su doctorado en 18 meses, estudiando los parásitos trematodos en diferentes especies de caracoles. En el transcurso de 100 días, recolectó más de 5.000 caracoles de casi 90 lugares en los condados de Glamorgan y Monmouthshire en Gales. 

## Carrera
La carrera de Rees transcurrió en el Departamento de Zoología de la University College of Wales, Aberystwyth, donde ocupó sucesivamente puestos de profesora adjunta (1930–7), profesora (1937–47), profesora titular (1947–66), lectora (1966– 71) y Profesor (1971–3), convirtiéndose en Profesor Emérito semijubilado en 1973. También fue presidenta de la Escuela de Estudios Biológicos (1972-1973) y jefa interina del departamento (1948, 1969, 1970).  Durante su tiempo como miembro del personal de la University College of Wales, Aberystwyth Rees supervisó a 215 estudiantes con honores y 25 estudiantes de posgrado. Su investigación se centró en la sistemática, la morfología funcional comparada, la histología y los ciclos de vida de parásitos trematodos y cestodos en el área de helmintología . Su trabajo fue importante para dilucidar la relación de estos parásitos con sus huéspedes intermediarios no vertebrados. De 1960 a 1981, Rees participó en la publicación Parasitology . Durante los primeros 10 años, fue miembro del consejo editorial y luego pasó a ocupar el cargo de presidenta del consejo editorial hasta 1981.  Fue miembro fundador de la Sociedad Británica de Parasitología y fue su vicepresidenta (1970–72) y presidenta (1972–74).  Rees murió en Aberystwyth, el 4 de octubre de 1994. 

## Premios y honores
Rees se convirtió en miembro de la Royal Society en 1971, la primera mujer galesa en ser elegida.   También fue elegida miembro del Instituto de Biología ese mismo año.  Recibió la Medalla Linneana, el máximo galardón de la Sociedad Linneana, en 1990.  También apareció en un artículo de Vogue de 1975 sobre mujeres británicas influyentes e interesantes. 